# Ján Lichner (normalizační politik)
Ján Lichner byl slovenský a československý politik Strany slovenské obrody a poslanec Sněmovny lidu Federálního shromáždění za normalizace.

## Biografie
Ve volbách roku 1954 byl zvolen do Slovenské národní rady. Opětovně ve volbách roku 1964 se stal poslancem Slovenské národní rady. K roku 1971 a 1976 se profesně uvádí jako tajemník Krajského výboru Strany slovenské obrody.
Ve volbách roku 1971 zasedl do Sněmovny lidu (volební obvod č. 173 – Turčianske Teplice, Středoslovenský kraj). Mandát obhájil ve volbách roku 1976 (obvod Turčianske Teplice), volbách roku 1981 (obvod Turčianske Teplice) a volbách roku 1986 (obvod Turčianske Teplice). Ve Federálním shromáždění setrval do ledna 1990, kdy přišel o svůj post odvoláním svou mateřskou stranou v rámci procesu kooptace do Federálního shromáždění po sametové revoluci.